# Шуговський потік
Шуговський потік (словац. Šugovský potok) — річка в Словаччині у регіоні Турня, права притока Бодви, протікає в окрузі Кошиці-околиця.
Довжина приблизно 5-6.2 км. Витік знаходиться в масиві Воловські гори (частина Піпітка — схил гори Шуговський Верх) — на висоті близько 485 метрів. Протікає територією міста Медзев..
Впадає у Бодву на висоті приблизно 290 метрів.